# Dodge MAXXcab
De Dodge MAXXcab was een concept-pick-up van DaimlerChrysler die in 2000 te zien was op het autosalon van Detroit. Het chassis van de auto was gebaseerd op dat van de Dodge Dakota en werd ontworpen met de wegligging en het comfort van een sedan. De carrosserie telt vier deuren en een korte laadbak (1,34 x 1,44m). Het interieur biedt plaats aan vijf en is verder ontworpen als dat van een monovolume. Verder was er een entertainmentsysteem met dvd, internet en elektronisch kladblok te vinden. Sommige ideeën van de MAXXcab vonden later hun weg naar productiemodellen. Zo was het concept om een pick-up meer rond de passagiers te centeren terug te vinden in de nieuwe Dodge Ram Mega Cab.